# 강동석 (독립운동가)
강동석(姜東錫, 1928년 8월 25일 ~ 2004년 4월 14일)은 대한민국의 독립운동가이다.
본관은 진주(晋州)이고 호(號)는 산남(山南)이다.

## 생애

### 일생
경상북도 상주(尙州) 출생인 그는 1943년 8월, 경상북도 안동 소재 대한독립회복연구단(大韓獨立恢復硏究團) 단원으로 항일 독립 운동을 전개하였다. 이때 안동농림학교 학생들은 방학 중에도 대구 동촌비행장의 확장공사에 강제로 동원되었는데, 강동석을 비롯한 안동농림학교의 제8·9·10회 입학생들은 일제의 부당한 식민지 통치에 항거하기 위해 공사 현장에서 항일 결사 대한독립회복연구단을 조직하였고 끝내 이러한 결사 조직에는 학생뿐 아니라 공사에 동원되었던 일반인까지 모두 참가를 하면서 항일 독립 투쟁 운동의 강도를 서서히 높여 갔다. 이렇게 대한독립회복연구단은 민족 의식 고취에 머무르지 않은 채, 대한 민족 독립 전쟁의 일환으로 일제의 후방을 교란시키는 계획을 수립하였으며, 경상북도 안동이라는 고을 내의 일본인 기관 및 요인 습격 관련 등을 투쟁 방침으로 삼았다. 하여 이렇게 강동석 등은 틈틈이 기회를 엿보면서 거사를 준비하던 중, 1945년 3월 10일 이른바 일본 육군 관련 기념일에 총궐기를 하기로 계획을 세우고 거사를 추진해 갔다. 그러나 이러한 계획이 사전에 발각되면서 강동석을 비롯한 단원 전원이 일경에 피체되었다. 결국 그는 이 사건으로 인해 옥고를 치르다가 광복을 맞이하여 피체 검거된지 불과 5개월만이었던 1945년 8월 16일 출옥하였다.
이후 그는 1947년에서 1956년까지 한국독립당 초급행정위원을 지냈고 1956년에서 1959년까지 자유당 행정자치위원을 지냈으며 1959년에서 1969년까지 한국독립당 민족행정자치연대위원을 지냈고(1959년 자유당 탈당 직후 한독당 복당하여 10년간 당원을 재임기하였고 그리하여 모두 19년간을 한독당 당원 직위) 1988년에서 이듬해 1989년까지 신민주공화당 특임행정촉탁위원을 지냈으며 1996년에서 1998년까지 자유민주연합 특임행정고문 직위를 2년간 역임하였다.

## 서훈
대한민국 정부에서는 그의 공훈을 기리고자 1999년 대한민국 대통령 표창장을 수여하였다. 